# Vasilissa Olga (1938)
Vasilissa Olga (gr. ΒΠ Βασίλισσα Όλγα) – grecki niszczyciel z czasów II wojny światowej, jeden z najlepszych greckich okrętów z czasów wojny pod względem osiągniętych sukcesów w walce z nieprzyjacielskimi okrętami. Jednostka otrzymała imię od królowej Grecji Olgi Konstantinowej Romanowej. Był to drugi grecki okręt w historii, który otrzymał imię królowej.

## Budowa
Okręt został zbudowany w szkockiej stoczni Yarrow & Company w Scotstoun, Glasgow w 1938 roku wraz z siostrzanym okrętem „Vasilefs Georgios”. Stanowił wersję pochodną brytyjskich niszczycieli typu H z połowy lat 30., standardowej brytyjskiej grupy typów A-I. Główną zmianą było zastąpienie brytyjskich dział kalibru 120 mm na niemieckie 12,7 cm (faktyczny kaliber 128 mm) oraz zastosowanie również niemieckich czterech działek przeciwlotniczych kalibru 3,7 cm, w dodatku do dwóch poczwórnych brytyjskich wielkokalibrowych karabinów maszynowych. Oba okręty zostały włączone do służby na początku 1939 roku, stanowiąc najnowocześniejsze okręty w greckiej flocie w chwili wybuchu wojny. 

## Służba
W czasie wojny grecko-włoskiej niszczyciel konwojował okręty, a także odpierał ataki włoskiej floty w okolicach Cieśniny Otranto. Po niemieckiej inwazji na Grecję w ramach tzw. planu Marita, okręt wraz kilkoma innymi jednostkami udał się do Aleksandrii, tym samym unikając przejęcia przez Niemców i dołączając do brytyjskiej Royal Navy. Okręt między październikiem 1941 a styczniem 1942 przeszedł modernizację i przezbrojenie w stoczni w Kalkucie, a następnie skierowany został z powrotem na Morze Śródziemne, gdzie odniósł znaczące sukcesy w walce z okrętami przeciwnika. Otrzymał brytyjski znak burtowy H86. Zdjęto ostatnie działo artylerii głównej dla zwiększenia zapasu bomb głębinowych, a rufowy aparat torpedowy zamieniono na działo przeciwlotnicze kalibru 76 mm, podobnie jak na niszczycielach brytyjskich. Usunięto też maszt rufowy. 
Pierwszym znaczącym sukcesem okrętu był udział w zatopieniu 14 grudnia 1942 roku włoskiego okrętu podwodnego „Uarsciek” (typu Adua) o wyporności 620 ton. Następnie 19 stycznia 1943 roku, u wybrzeży Libii, okręt wraz z niszczycielami HMS „Pakenham” i „Nubian” zatopił włoski transportowiec „Stromboli” (475 BRT). Kolejne zwycięstwo okręt odniósł 2 czerwca 1943 roku, kiedy wraz z niszczycielem HMS „Jervis” zatopił koło przylądka Spartivento włoski torpedowiec „Castore” typu Spica o wyporności 790 ton.
"Vasilissa Olga” brała również udział w osłonie inwazji na Sycylię w lipcu 1943 roku. We wrześniu 1943 roku niszczyciel działał na Morzu Egejskim, i w ataku na niemiecki konwój, wraz z niszczycielami HMS „Faulknor” oraz HMS „Eclipse”, brał udział w zatopieniu dwóch włoskich transportowców: „Pluto” oraz „Paolo” o łącznej pojemności 6200 BRT.
W czasie bitwy o Leros, okręt transportował żołnierzy Long Range Desert Group na wyspę Leros, gdzie toczyły się walki z niemieckimi oddziałami. 26 września 1943 roku został zaatakowany tam przez samoloty Junkers Ju 88 z pułku LG 1. Trafiony bombami okręt natychmiast zatonął wraz z dowódcą kpt. mar. Georgiosem Blessasem i 71 członkami załogi.

## Uzbrojenie
Uzbrojenie (1939):
- 4 działa kal. 128 mm
- 4 działa przeciwlotnicze kal. 37 mm
- 8 wyrzutni torpedowych kal. 533 mm

Uzbrojenie (1942):
- 3 działa kal. 128 mm
- 4 wyrzutnie torpedowe kal. 533 mm
- 1 działo przeciwlotnicze kal. 76 mm
- 6 działek przeciwlotniczych kal. 20 mm
- 10 wkm 13,2 mm Hotchkiss